# Fernando de los Llanos
Fernando de los Llanos, oppure Hernando de los Llanos (XV secolo – XVI secolo), è stato un pittore spagnolo.

## Biografia

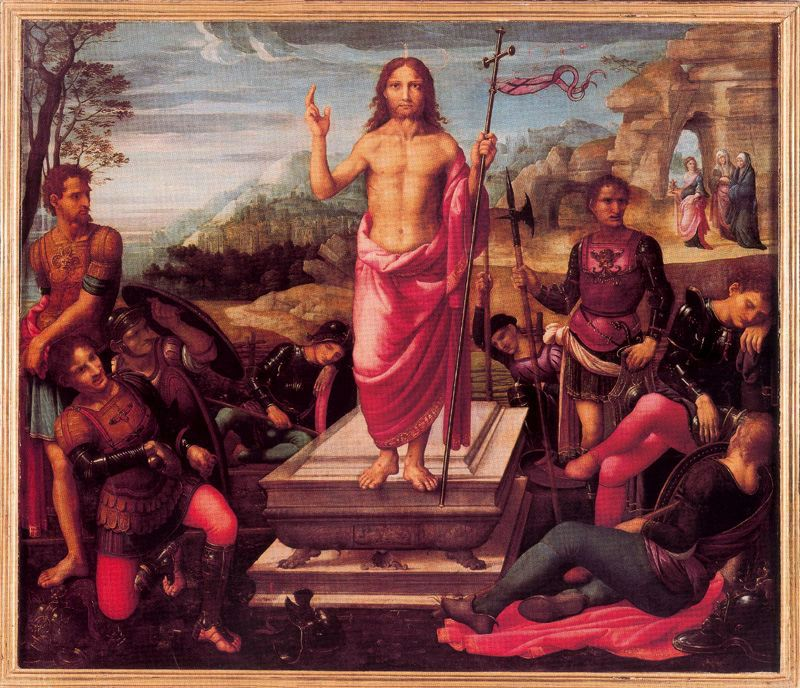
Resurrezione, olio su tavola, pala d'altare della cattedrale di Valencia.

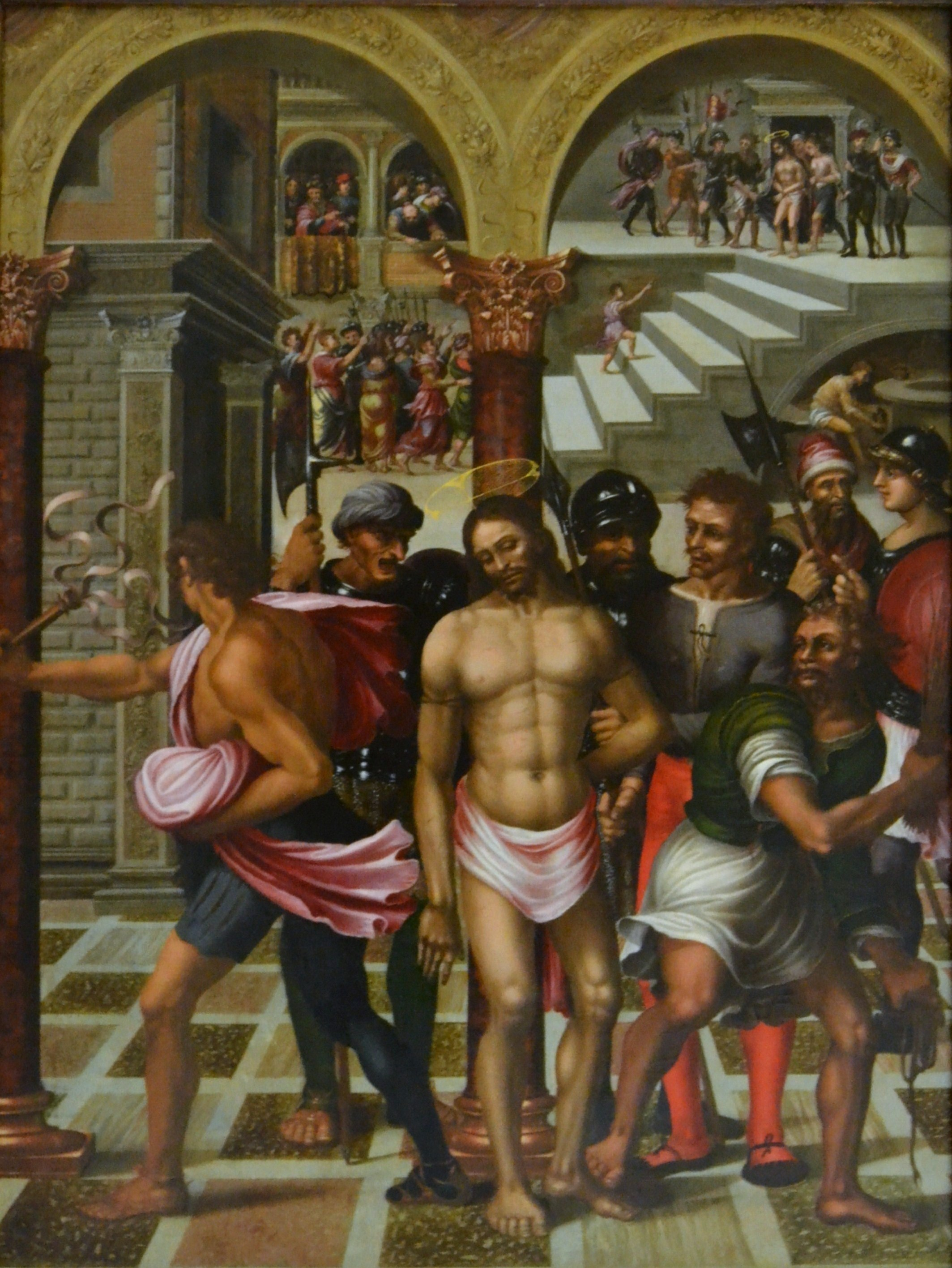
Flagellazione, Museo di belle arti di Valencia

Non si hanno notizie biografiche sulla nascita e sulla formazione di Llanos. Gli storici e i critici d'arte sono convinti che fosse di origine castigliana, sia per la documentazione del suo periodo a Valencia sia per il suo cognome di derivazione di La Mancha, Cuenca e Albacete.
Inoltre il suo nome e la sua attività sono parzialmente abbinate con quelle del suo collega e collaboratore per diversi anni Fernando Yáñez de la Almedina, anche lui castigliano. Entrambi soggiornarono in Italia, e uno dei due, nel 1505, aiutò Leonardo da Vinci nella realizzazione della Battaglia di Anghiari per Palazzo Vecchio a Firenze.
La prima notizia certa della vita di Llanos è piuttosto tardiva, del 1506, e riguarda la pala d'altare dei Santi Cosma e Damiano della Cattedrale di Valencia.
Il 1º marzo 1507, i due colleghi firmarono il contratto per le porte della pala d'altare maggiore della cattedrale di Valencia: Llanos realizzò la Natività di Maria, l'Epifania, la Fuga in Egitto, la Presentazione di Gesù al Tempio, la Risurrezione, l'Ascensione. Dipinte all'interno e all'esterno, mostrano su tre registri, dodici episodi della vita della Vergine, a grandezza naturale.
La Natività di Maria è una delle sue opere più riuscite, evidenziando influenze del Domenico Ghirlandaio nella composizione, invece l'Epifania dimostra collegamenti stilistici e compositivi con il cartone di Leonardo agli Uffizi, ma anche influenze di Michelangelo Buonarroti.
La Presentazione di Gesù nel Tempio, mostra elementi più formativi del pittore, come quelli derivati da Filippino Lippi. La fuga in Egitto si caratterizzò con la Vergine sul modello leonardiano, così come la Resurrezione.
L'influenza di Leonardo risultò la principale, soprattutto in certi 'sorrisi', nelle composizioni, nei paesaggi nebulosi con figure a cavallo, nelle architetture classiche; gli atteggiamenti sono però un pochino convenzionali e i colori, scarsamente fusi, risultano talvolta accesi.
Nel 1511 i due colleghi si separarono, per soggiornare lo Yáñez a Cuenca, invece Llanos si trasferì a Xàtiva e a Murcia. In questa città è documentato il 21 ottobre 1514 al servizio del consiglio murciano. Nel 1520, i documenti della Cattedrale di Murcia attestarono un pagamento al "Maestro Hernando" per aver dipinto la pala dell'altare principale della chiesa. Sembra che il pittore sia morto poco prima del 1522.

## Opere principali
- Gesù Nazareno, collezione privata;
- Pala d'altare dei Santi Cosma e Damiano, cattedrale di Valencia, 1506;
- Porte della pala d'altare principale, cattedrale di Valencia, 1507:
  - Natività di Maria;
  - Epifania;
  - Fuga in Egitto;
  - Presentazione di Gesù al Tempio;
  - Risurrezione;
  - Ascensione;
- Presepe, collezione privata;
- San Giovanni Battista e Gesù, collezione Godia Sales (Barcellona);
- Pala d'altare di Juan de Molina, cattedrale di Murcia, 1516;
- Pala d'altare principale, cattedrale di Murcia, 1520;
- Adorazione dei pastori, cattedrale di Murcia;
- La Vergine col Bambino, Museo di Belle Arti, Murcia.